# Giorgi Chakvetadze
Giorgi Chakvetadze   (Tbilisi, 29 d'agost de 1999) és un futbolista georgià, juga com a migcampista a l'equip anglès del Watford FC de l'EFL Championship i a la selecció nacional de Geòrgia.

## Carrera a Clubs

### Dinamo Tblisi
Nascut a Tbilisi, Chakvetadze va començar la seva carrera al Norchi Dinamo. El seu primer entrenador va ser l'exfutbolista Tamaz Kostava, que va descriure'l com un jugador treballador.
El 2010, va entrar a les categories inferiors del Dinamo Tbilisi, on va guanyar els campionats sub-15 i sub-17. El 2015, Chakvetadze va signar un contracte de tres anys amb el Dinamo i, el 2016, va ascendir al primer equip, debutant contra Locomotive Tbilisi el 18 de novembre de 2016, en substitució d'Otar Kiteishvili. Aquella temporada el jove migcampista va jugar 5 partits amb el Dinamo. A la temporada següent, Chakvetadze es va convertir en una figura clau del club, marcant 5 gols en 24 aparicions amb el club, dos d'ells al mateix partit contra el Dila Gori.

### Gent
A finals de l'estiu de 2017, Chakvetadze va signar amb el K.A.A. Gent. El president del club georgià, Roman Pipia, va confirmar que el club belga no era l'únic interessat a fitxar el jove jugador, i va declarar que Liverpool, Tottenham Hotspur FC, Hoffenheim i Bayer Leverkusen també van intentar fitxar-lo.
Després de la temporada 2017, la Federació de Futbol de Geòrgia va nomenar Giorgi Chakvetadze com el millor jugador jove de l'any després de la seva prolífica actuació tant al club com a l'Eurocopa sub-19. A principis de l'any següent, Chakvetadze va ser inclòs per a la llista de la UEFA dels 50 jugadors sub-21 amb millor futuir del 2019. A més, va formar part de l'onze ideal de la primera divisió de Bèlgica després de la primera meitat de la temporada 2018-19. Al mateix temps, Giorgi Chakvetadze va rebre el premi al millor jugador de l'any a Geòrgia, sobretot tenint en compte els seus grans partits a la UEFA Nations League 2018-19. De fet, Chakvetadze va ser l'autor del primer gol de la nova competició de la UEFA. El desembre de 2018, Chakvetadze va patir una greu lesió al genoll, que més tard va requerir una cirurgia, cosa que el va apartar uns quants mesos dels terrenys de joc.

### Cessions a Hamburg, Slovan i Watford
El gener del 2022, Chakvetadze va ser cedit a l'Hamburg, on va jugar deu partits. El 4 de juliol de 2022, va tornar a sortir cedit del Gent, aquest cop a l'Slovan Bratislava eslovac. Va debutar amb el seu nou club al partit de la primera ronda de classificació de la UEFA Champions League contra el Dinamo Batumi. Durant aquesta temporada, Chakvetadze va participar en 47 partits en totes les competicions i va guanyar la lliga eslovaca amb Slovan. Va jugar vuit partits de la UEFA Conference League, repartint quatre assistències. Abans de l'inici de la temporada següent, Slovan tenia la intenció de comprar-lo, però les parts no van arribar a un acord i finalment va acabar cedit al Watford anglès. Va marcar el seu primer gol a l'Championship el Boxing Day contra Bristol City. L'1 de febrer de 2024, el Watford va confirmar que havien fitxat definitivament Chakvetadze.
Actualitzat a 16 de març de 2024.
| Club                                 | Div.          | Temporada     | Lliga nacional | Lliga nacional | Copes nacionals | Copes nacionals | Tornejos internacionals | Tornejos internacionals | Total | Total |
| Club                                 | Div.          | Temporada     | Part.          | Goles          | Part.           | Goles           | Part.                   | Goles                   | Part. | Goles |
| ------------------------------------ | ------------- | ------------- | -------------- | -------------- | --------------- | --------------- | ----------------------- | ----------------------- | ----- | ----- |
| FC Dinamo Tbilisi · Geòrgia          | 1a            | 2016          | 5              | 0              | 0               | 0               | 0                       | 0                       | 5     | 0     |
| FC Dinamo Tbilisi · Geòrgia          | 1a            | 2017          | 24             | 5              | 2               | 0               | 0                       | 0                       | 26    | 5     |
| FC Dinamo Tbilisi · Geòrgia          | Total club    | Total club    | 29             | 5              | 2               | 0               | 0                       | 0                       | 31    | 5     |
| K. A. A. Gant · Bèlgica              | 1a            | 2017-18       | 19             | 1              | 0               | 0               | 0                       | 0                       | 19    | 1     |
| K. A. A. Gant · Bèlgica              | 1a            | 2018-19       | 23             | 5              | 4               | 1               | 4                       | 0                       | 31    | 6     |
| K. A. A. Gant · Bèlgica              | 1a            | 2019-20       | 9              | 0              | 0               | 0               | 3                       | 0                       | 12    | 0     |
| K. A. A. Gant · Bèlgica              | 1a            | 2020-21       | 3              | 0              | 0               | 0               | 1                       | 0                       | 4     | 0     |
| K. A. A. Gant · Bèlgica              | 1a            | 2021-22       | 8              | 0              | 1               | 1               | 6                       | 0                       | 15    | 1     |
| K. A. A. Gant · Bèlgica              | Total club    | Total club    | 62             | 6              | 5               | 2               | 14                      | 0                       | 81    | 8     |
| Hamburg S. V. · Alemanya             | 2.ª           | 2021-22       | 10             | 1              | 2               | 0               | ―                       | ―                       | 12    | 1     |
| Hamburg S. V. · Alemanya             | Total club    | Total club    | 10             | 1              | 2               | 0               | 0                       | 0                       | 12    | 1     |
| Š. K. Slovan Bratislava · Eslovàquia | 1a            | 2022-23       | 25             | 1              | 6               | 0               | 16                      | 0                       | 47    | 1     |
| Š. K. Slovan Bratislava · Eslovàquia | Total club    | Total club    | 25             | 1              | 6               | 0               | 16                      | 0                       | 47    | 1     |
| Watford FC · Anglaterra              | 2.ª           | 2023-24       | 31             | 1              | 3               | 0               | ―                       | ―                       | 34    | 1     |
| Watford FC · Anglaterra              | Total club    | Total club    | 31             | 1              | 3               | 0               | 0                       | 0                       | 34    | 1     |
| Total carrera                        | Total carrera | Total carrera | 157            | 14             | 18              | 2               | 30                      | 0                       | 205   | 16    |

## Selecció de Geòrgia
Chakvetadze va marcar el seu gol de debut amb la selecció absoluta de Geòrgia en un partit amistós contra Lituània el 24 de març de 2018 a Tbilisi, on Geòrgia va aconseguir una victòria per 4-0 sobre els seus convidats.
El 6 de setembre de 2018, Chakvetadze va obrir el marcador en la victòria per 2-0 sobre Kazakhstan, el primer gol en la història de la UEFA Nations League. El 19 de novembre de 2018, va assistir i va tornar a marcar per a Geòrgia en la victòria del seu país per 2-1 sobre Kazakhstan, que va confirmar el país com el guanyador del seu grup.
El 25 de març de 2023, va aconseguir un doblet en la victòria per 6-1 sobre Mongòlia.
Un any més tard va participar en els dos partits de classificació per a la UEFA Euro 2024 i va fer una contribució vital al primer gran assoliment internacional de Geòrgia. Va participar en els quatre partits que la selecció va celebrar al torneig. El 2 de juliol de 2024, Chakvetadze va rebre l'Orde d'Honor juntament amb els seus companys d'equip.
| No. | Data             | Estadi                                         | Rival      | Partit | Gol | Resultat | Competició                                |
| --- | ---------------- | ---------------------------------------------- | ---------- | ------ | --- | -------- | ----------------------------------------- |
| 1   | 24 Març 2018     | Mikheil Meskhi Stadium, Tbilisi, Geòrgia       | Lituània   | 1      | 4–0 | 4–0      | Amistós                                   |
| 2   | 6 Setembre 2018  | Astana Arena, Astana, Kazakhstan               | Kazakhstan | 2      | 1–0 | 2–0      | Lliga de les Nacions de la UEFA D 2018-19 |
| 3   | 16 Octubre 2018  | Daugava Stadium, Riga, Letònia                 | Letònia    | 5      | 3–0 | 3–0      | Lliga de les Nacions de la UEFA D 2018-19 |
| 4   | 15 Novembre 2018 | Estadi Nacional, Andorra la Vella, Andorra     | Andorra    | 6      | 1–0 | 1–1      | Lliga de les Nacions de la UEFA D 2018-19 |
| 5   | 19 Novembre 2018 | Boris Paichadze Dinamo Arena, Tbilisi, Geòrgia | Kazakhstan | 7      | 2–0 | 2–1      | Lliga de les Nacions de la UEFA D 2018-19 |
| 6   | 25 Març 2023     | Batumi Arena, Batumi, Geòrgia                  | Mongòlia   | 15     | 2–1 | 6–1      | Amistós                                   |
| 7   | 25 Març 2023     | Batumi Arena, Batumi, Geòrgia                  | Mongòlia   | 15     | 3–1 | 6–1      | Amistós                                   |
| 8   | 8 Setembre 2023  | Boris Paichadze Arena, Tbilisi, Geòrgia        | Espanya    | 17     | 1–4 | 1–7      | Classificació UEFA Euro 2024              |
| 9   | 7 Setembre 2024  | Mikheil Meskhi Stadium, Tbilisi, Geòrgia       | Txèquia    | 30     | 2-0 | 4-1      | Lliga de les Nacions de la UEFA B 2024-25 |

## Palmarès
Gent
- 1 Copa de Bèlgica 2021–22
- 1 Subcampionat Copa de Bèlgica 2018–19

Slovan Bratislava
- 1 Fortuna Liga: 2022–23

### Individuals
Futbolista georgià de l'any 2018
Ordre d'Honor de Geòrgia: 2024